# Asesinato de Yeardley Love
Yeardley Reynolds Love (Baltimore, Maryland; 17 de julio de 1987 - Charlottesville, Virginia; 3 de mayo de 2010) era una joven estadounidense, estudiante en la Universidad de Virginia y atleta de lacrosse femenino. Fue hallada inconsciente en su apartamento de Charlottesville, y más tarde, ese mismo día, su compañero de facultad, deportista de lacrosse masculino, George Wesley Huguely, fue detenido por la policía. Juzgado y declarado culpable del asesinato de Love, fue condenado a 23 años de prisión.

## Antecedentes

### Yeardley Love
Yeardley Reynolds Love (Baltimore, Maryland; 17 de julio de 1987) era hija de John y Sharon Love. Residía en Cockeysville (Maryland). En la Notre Dame Preparatory School, fue miembro de los equipos universitarios de lacrosse y hockey sobre hierba durante los cuatro años que estudió, y fue elegida jugadora de lacrosse del condado en 2006. Fue admitida en la Universidad de Virginia (UVA), donde se licenció en Ciencias Políticas y se especializó en Español y fue miembro de la hermandad Kappa Alpha Theta. Como miembro del equipo femenino de lacrosse de la UVA, los Cavaliers, Love marcó su primer gol en su primer partido, contra Virginia Tech. Fue titular en nueve de sus dieciséis partidos en 2009, y en tres de sus quince partidos en 2010.

### George Huguely
George Wesley Huguely V (Washington D. C., 17 de septiembre de 1987) era hijo de George Wesley Huguely IV y Marta Sanson Lavarraque, que estuvo casada con Andrew Murphy, de quien se divorció posteriormente. Estudió en la Landon School de Bethesda (Maryland), y residía en Chevy Chase. En Landon, Huguely jugó al fútbol y fue jugador de lacrosse All-American. Durante su último año, fue quarterback del equipo de fútbol.
En 2007, Huguely fue acusado de posesión de alcohol por menores en Florida, donde su familia posee una casa de vacaciones. En 2008, fue detenido por embriaguez pública y resistencia a la autoridad en el exterior de la casa de la fraternidad Phi Kappa Sigma, situada en la Universidad Washington y Lee. La policía electrocutó a Huguely para reducirlo. En ese incidente se le impuso una condena condicional de sesenta días y seis meses de libertad condicional, se le impuso una multa y se le ordenó realizar servicios comunitarios y participar en un programa de tratamiento de drogodependencias. No reveló esta detención a la UVA, a pesar de la obligación de hacerlo. Durante la temporada de 2010, Huguely fue centrocampista del equipo masculino de lacrosse Virginia Cavaliers. Se licenció en antropología.

### Relación de amistad y sentimental
Love y Huguely se conocieron en su primer año de carrera, y a menudo se les veía salir juntos con sus compañeros de equipo. Llevaban saliendo más de dos años en la primavera de 2010, justo antes de su asesinato. El comportamiento agresivo de Huguely, provocado por el alcohol, hizo que su relación fuera intermitente. En 2009, Huguely atacó a un compañero de equipo tras enterarse de que había besado a Love. Antes de su asesinato, Huguely envió mensajes de texto y correos electrónicos amenazadores a Love.

## Asesinato
Alrededor de las 2:15 horas de la madrugada del 3 de mayo de 2010, la policía de Charlottesville fue llamada al apartamento de Love en la calle 14 en el distrito de University Corner. Love se encontraba inconsciente y fue declarada muerta en el mismo espacio. La llamada al 9-1-1 de su compañera de piso informó de que había sufrido una sobredosis de alcohol, pero los detectives observaron "lesiones físicas evidentes en su cuerpo" a su llegada.
El 4 de mayo, Huguely fue acusado de asesinar a Love y fue detenido en la cárcel regional de Albemarle-Charlottesville. En una comparecencia ante el tribunal el 6 de mayo, su abogado, Fran Lawrence, declaró: "La muerte de Love no fue intencionada, sino un accidente con un trágico desenlace". Huguely compareció en la vista por vídeo.
Huguely y Love salieron durante dos años, pero habían roto. En la comisaría de Charlottesville, Huguely renunció a sus derechos, y narró detalles gráficos de su agresión a Love, declarando que abrió de una patada la puerta cerrada de su dormitorio, y "sacudió a Love, y su cabeza golpeó repetidamente la pared". Huguely admitió que se había llevado su ordenador portátil Apple y que pretendía destruirlo cuando huyó del apartamento. Entre las pruebas que la policía incautó en el apartamento de Huguely se encontraban dos ordenadores portátiles Apple, un cuaderno de espiral, dos calcetines blancos, alfombras del baño y de la entrada, y una camiseta de lacrosse de Virginia con una mancha roja. 
Los investigadores también siguieron pistas de violencia doméstica entre Huguely y Love, incluidos correos electrónicos y mensajes de texto amenazadores que él le envió a ella tras la ruptura; un encuentro violento entre la pareja que fue interrumpido por varios jugadores de lacrosse visitantes de la Universidad de Carolina del Norte en Chapel Hill; y un incidente en el que Huguely atacó a Love estando borracho, tras lo cual Huguely afirmó que no recordaba haberla golpeado. Un estudiante anónimo informó de que la pareja rompió después de que Huguely, borracho, agrediera a Love.

## Proceso criminal
El 11 de abril de 2011 se celebró en el Tribunal de Distrito de Charlottesville una vista preliminar contra Huguely por asesinato en primer grado, que continuó detenido sin fianza en la cárcel. El 7 de enero de 2012, los fiscales añadieron cinco cargos adicionales: asesinato en primer grado, robo de una residencia, allanamiento de morada, allanamiento de morada con intención de cometer un delito grave y hurto mayor. El 18 de abril de 2011, un gran jurado acusó a Huguely de los cargos de asesinato en primer grado y asesinato en primer grado, y se fijó la fecha del juicio para el 6 de febrero de 2012.
Los alegatos finales se presentaron el 18 de febrero, y las deliberaciones del jurado comenzaron el martes 22 de ese mes. Tras deliberar durante unas nueve horas, el jurado emitió un veredicto de culpabilidad por asesinato en segundo grado y hurto mayor. Tras otras dos horas de deliberaciones, el jurado recomendó una condena de 26 años: 25 años por asesinato en segundo grado y un año por hurto mayor. El jurado descartó la cláusula de "calor pasional" que caracteriza al homicidio voluntario. Algunos de los miembros del jurado que hablaron con los medios de comunicación citaron la importancia de la cinta de vídeo del interrogatorio policial de Huguely, que era una parte central del caso del fiscal Dave Chapman; el jurado concluyó que "prácticamente mintió en cada oportunidad que tuvo. No dijo la verdad en varias ocasiones".
El 8 de mayo de 2012, se visualizó en la sala un reporte audiovisual de Huguely de 64 minutos de duración, en el que se le informaba de la muerte de Love. Mientras era interrogado por la policía, Huguely admitió: "Puede que la agarrara del cuello" y "puede que la zarandeara un poco". A continuación, volvió a relatar la discusión y la pelea que tuvieron lugar en el dormitorio de Love, demostrando cómo la zarandeó y le dio una patada a la puerta. Finalmente, el detective informa a Huguely de que Love ha muerto. Huguely reacciona con incredulidad y se lamenta: "Mátame". Debido a las crudas emociones que se ven en esta cinta, el jurado quedó convencido de que el asesinato de Love no fue premeditado.

### Condena y sentencia
El 30 de agosto de 2012, Huguely fue sentenciado formalmente a 23 años de prisión por el juez Edward Hogshire, con sentencias por la condena de asesinato en segundo grado, y un año por la condena de hurto mayor, ejecutándose ambas simultáneamente.

### Proceso de apelación
El Tribunal de Apelaciones de Virginia emitió una sentencia el 23 de abril de 2013, que concedió a Huguely una apelación basada en dos cuestiones clave. El tribunal estuvo de acuerdo con el argumento de la defensa de que el derecho de Huguely a un abogado fue violado cuando una de sus abogadas, Rhonda Quagliana, cayó enferma y faltó un día al juicio. El tribunal también estimó el recurso basado en la no exclusión del "Jurado 32", debido a posibles dudas sobre la imparcialidad de ese miembro. El Tribunal de Apelaciones escuchó entonces los argumentos orales del nuevo abogado de Huguely, el exprocurador general de Estados Unidos Paul Clement, el 11 de diciembre de 2013. Clement abogó por un nuevo juicio, argumentando que a Huguely se le negó su derecho a un abogado cuando uno de sus dos abogados cayó enfermo durante el juicio. 
A los nueve días de comenzar el juicio, Quagliana, abogado de Huguely, se puso visiblemente enfermo con gripe estomacal, pero el juez de primera instancia se negó a conceder un aplazamiento, a pesar de que Huguely se opuso; el juez de primera instancia preguntó al co-abogado Frances Lawrence si podía proceder sin Quagliana, y afirmó que sí podía. Además de plantear cuestiones sobre el "Jurado 32", el equipo de apelación de Huguely también se opuso a la negativa del juez de primera instancia a permitir que se formularan preguntas a los miembros del jurado para "culpar a la víctima", y dijo que no se instruyó adecuadamente al jurado sobre la definición de "alevosía", un elemento de una condena por asesinato en segundo grado. El Tribunal de Apelaciones falló en contra de Huguely el 4 de marzo de 2014, confirmando la condena por asesinato en segundo grado. En noviembre de 2014, el Tribunal Supremo de Virginia se negó a considerar la apelación de Huguely.
Más de cuatro años después de que Huguely fuera enviado a prisión, su madre, Marta Murphy, se pronunció. Expreso que su hijo debería haber sido condenado por un cargo menor y enfrentarse a menos tiempo en prisión, ya que el asesinato fue un "accidente de borracho". Murphy llegó a la conclusión de que Huguely no tuvo intención de asesinar a Love, y que la muerte de Love fue causada por las heridas sufridas al caerse de la cama. Marta Murphy afirmó que esperó a hablar por respeto a la familia de Love. Murphy cree que el sistema de justicia penal se ha equivocado y no ha llegado al veredicto correcto sobre su hijo.

### En prisión
A finales de septiembre de 2012, Huguely fue trasladado de la cárcel regional de Albemarle-Charlottesville al Centro de Recepción y Clasificación de Powhatan. El 15 de octubre de 2012 fue asignado al Centro Correccional de Keen Mountain, una prisión estatal de alta seguridad situada en el extremo suroccidental de Virginia. Un portavoz del Departamento Correccional de Virginia dijo que Huguely debía cumplir al menos un año de su condena de 23 años sin infracciones graves antes de que el estado considerara permitir su traslado al sistema penitenciario de Maryland.
A principios de noviembre de 2013, Huguely fue trasladado del Centro Correccional Keen Mountain al de River North, otro centro de nivel 4 destinado a presos de larga duración. En diciembre de 2016, estaba recluido en el Centro Correccional Augusta de Craigsville. Huguely se encuentra actualmente en el Centro Correccional de Beaumont, un centro de nivel 5, que requiere ningún comportamiento perturbador durante al menos los últimos 24 meses antes de la consideración para una transferencia a cualquier instalación menos segura.

### Demandas civiles por homicidio culposo
El 26 de abril de 2012, Sharon Love presentó una demanda por homicidio culposo contra Huguely, pidiendo 29,45 millones de dólares en daños compensatorios y un millón de dólares en daños punitivos. El 1 de mayo de 2012, presentó una demanda por homicidio culposo de 29,45 millones de dólares contra la UVA, el entrenador principal de lacrosse masculino Dom Starsia, el entrenador principal asociado Marc Van Arsdale, y el director de atletismo de la UVA Craig Littlepage, alegando negligencia grave por parte del cuerpo técnico. 
La demanda alegaba: "Era bien sabido por los jugadores y entrenadores de los equipos de lacrosse masculino y femenino de la UVA que el abuso del alcohol y el comportamiento errático y agresivo de Huguely se estaban descontrolando cada vez más, especialmente su obsesión con Love, y su agresividad y amenazas a Love". Pero a pesar de esto, no se tomó ninguna medida "para disciplinar a Huguely, para suspender o retirar a Huguely del equipo de lacrosse, para referir a Huguely a tratamiento o asesoramiento para el abuso de alcohol / sustancias o la gestión de la ira / comportamiento agresivo, o para informar posteriormente del riesgo potencial de violencia de Huguely, de conformidad con la Política de la UVA sobre Prevención y Tratamiento de Amenazas o Actos de Violencia".
La familia Love retiró su demanda contra la UVA y sus entrenadores el 23 de julio de 2013, sin dar ninguna razón. La demanda por homicidio culposo contra Huguely estaba programada para ir a juicio el 29 de septiembre de 2014, pero después de múltiples retrasos, se retrasó a una fecha de juicio del 30 de julio de 2018; en última instancia, poco antes de la fecha de juicio programada, la demanda civil fue abandonada (desestimada sin perjuicio) por la familia de Love el 11 de junio de 2018.
La familia Love volvió a presentar su demanda contra George Huguely en 2018, y un juicio comenzó en el Tribunal de Distrito de Charlottesville el 25 de abril de 2022. El 2 de mayo, un jurado declaró a Huguely responsable, y otorgó 15 millones de dólares en daños compensatorios, divididos en partes iguales entre Sharon Love y la hermana de Love, Lexie Love Hodges.

## Hechos posteriores
En una vigilia con velas el 6 de mayo de 2010, el presidente de la UVA John T. Casteen III dijo: "Mi esperanza para Yeardley, y para ustedes, es que su muerte inspire una rabia, un sentimiento de indignación que engendre determinación aquí; y dondequiera que se reconozca el nombre de Yeardley, que ninguna mujer, ninguna persona en este lugar, esta comunidad, este estado, nuestra nación tenga que temer por su seguridad o experimentar violencia por ningún motivo". El 8 de mayo de 2010, se celebró una misa funeral por Love en la Catedral de María Nuestra Reina de Baltimore a la que asistieron unas dos mil personas.
El 10 de mayo de 2010, la entrenadora de lacrosse femenino de la UVA, Julie Myers, explicó que el equipo planeaba seguir adelante con su papel en el torneo de la NCAA: "Vamos a hacerlo como Yards querría que lo hiciéramos". En sus respectivos torneos, el equipo masculino avanzó hasta la semifinal y el femenino hasta cuartos de final.
Creación de la Fundación One Love
Tras su muerte, la UVA retiró el número 1 de la camiseta de Love. A los pocos meses de su asesinato, su familia creó la Fundación One Love para concienciar sobre la violencia doméstica, especialmente la violencia en las relaciones. En 2014, la misma estrenó una película titulada Escalation, convertida en visionado obligatorio para los estudiantes-atletas de varias universidades.